# Komunia
Komunia è un documentario del 2016 diretto da Anna Zamecka.